# Dichaetomyia seniorwhitei
Dichaetomyia seniorwhitei este o specie de muște din genul Dichaetomyia, familia Muscidae, descrisă de Fritz Isidore van Emden în anul 1965.
Este endemică în Sri Lanka. Conform Catalogue of Life specia Dichaetomyia seniorwhitei nu are subspecii cunoscute.